# كند أب (ورغاهان)
کند أب (بالفارسية: کین‌آب) هي منطقة سكنية تقع في إيران في قسم ورغاهان الریفي. يقدر عدد سكانها بـ 145 نسمة .